# Circuit intégré 4001

C.I. CMOS 4001 (DIP14)

Le circuit intégré 4001 fait partie de la série des circuits intégrés 4000 utilisant la technologie CMOS.

Ce circuit est composé de quatre portes logiques indépendantes NON-OU à deux entrées.

Chaque porte possède un buffer en sortie.

### Diagramme

Diagramme fonctionnel

## Description

### Entrée(s)
Chaque porte logique NOR possède 2 entrées. (A et B)

## Brochage

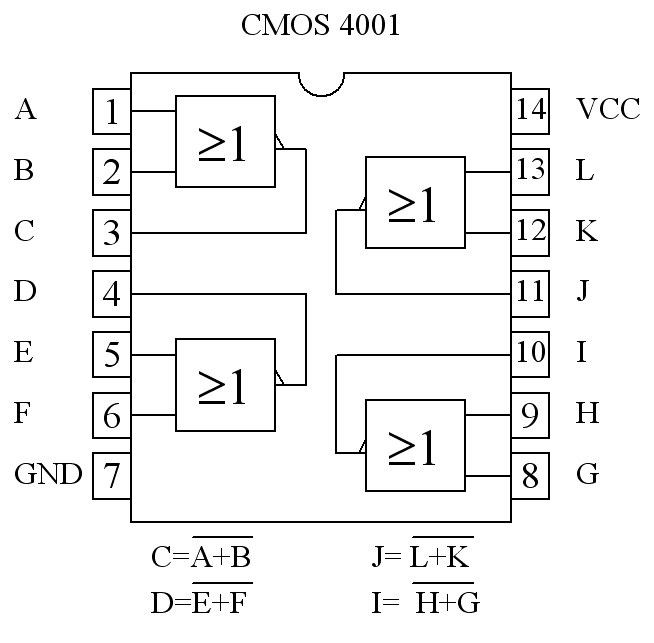
Brochage du circuit intégré.

### Sortie(s)
Chaque porte logique NOR possède une sortie. (Q)

## Table de vérité
| Entrées | Entrées | Sortie |
| A       | B       | Q      |
| ------- | ------- | ------ |
| 0       | 0       | 1      |
| 0       | 1       | 0      |
| 1       | 0       | 0      |
| 1       | 1       | 0      |

## Galerie

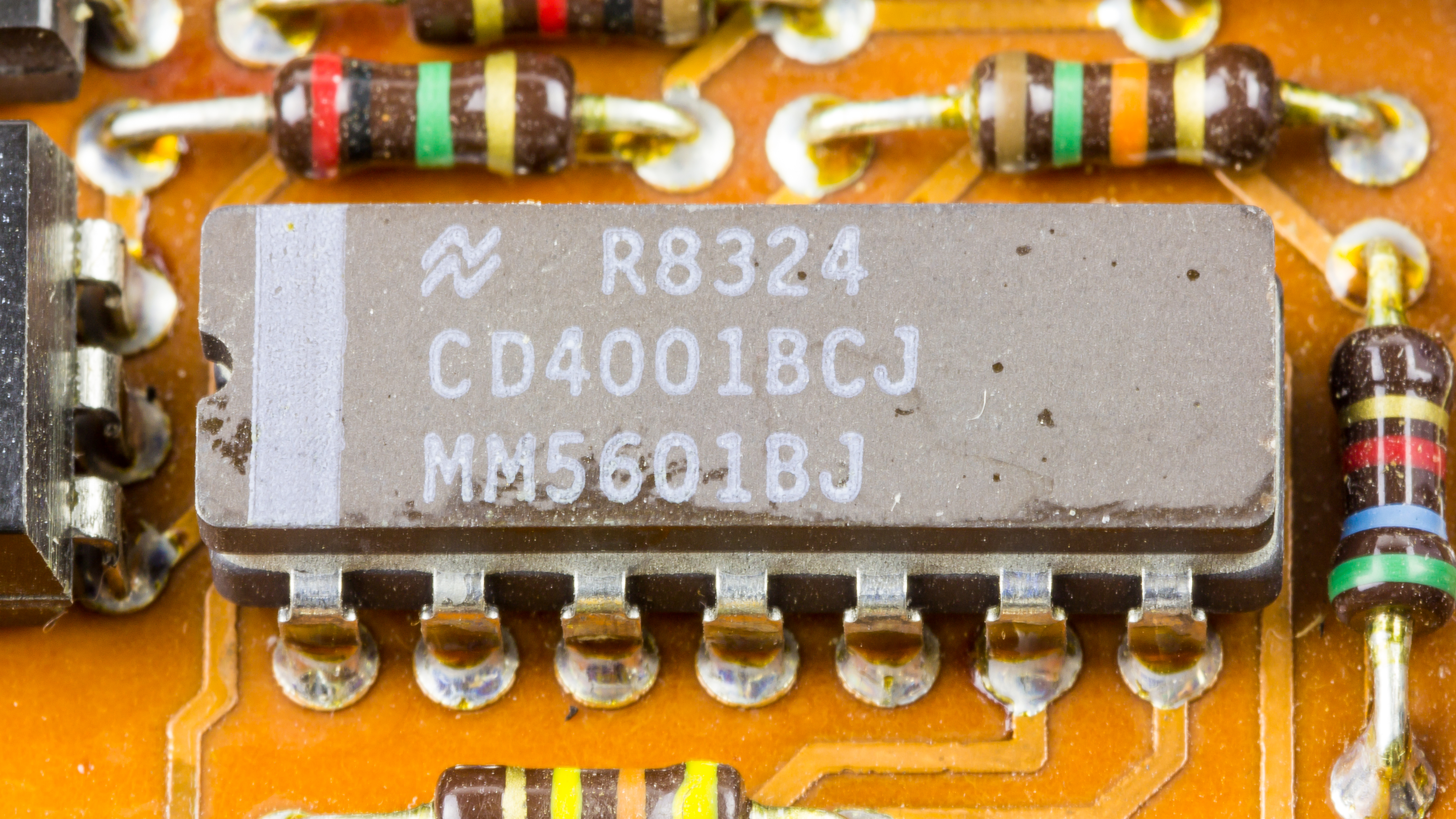
National Semiconductor CD4001BCJ (DIP14)